# Isaba/Izaba
Isaba / Izaba (spanisch Isaba, baskisch Izaba) ist ein Ort und eine Gemeinde im baskischsprachigen Teil der Autonomen Gemeinschaft Navarra mit 385 Einwohnern (Stand: 2024).

## Lage
Isaba / Izaba liegt etwa 75 Kilometer ostnordöstlich von Pamplona an der Grenze zwischen Frankreich und Spanien in einer Höhe von ca. 815 m. Die Gemeinde gehört zum Roncal-Tal.

## Sehenswürdigkeiten

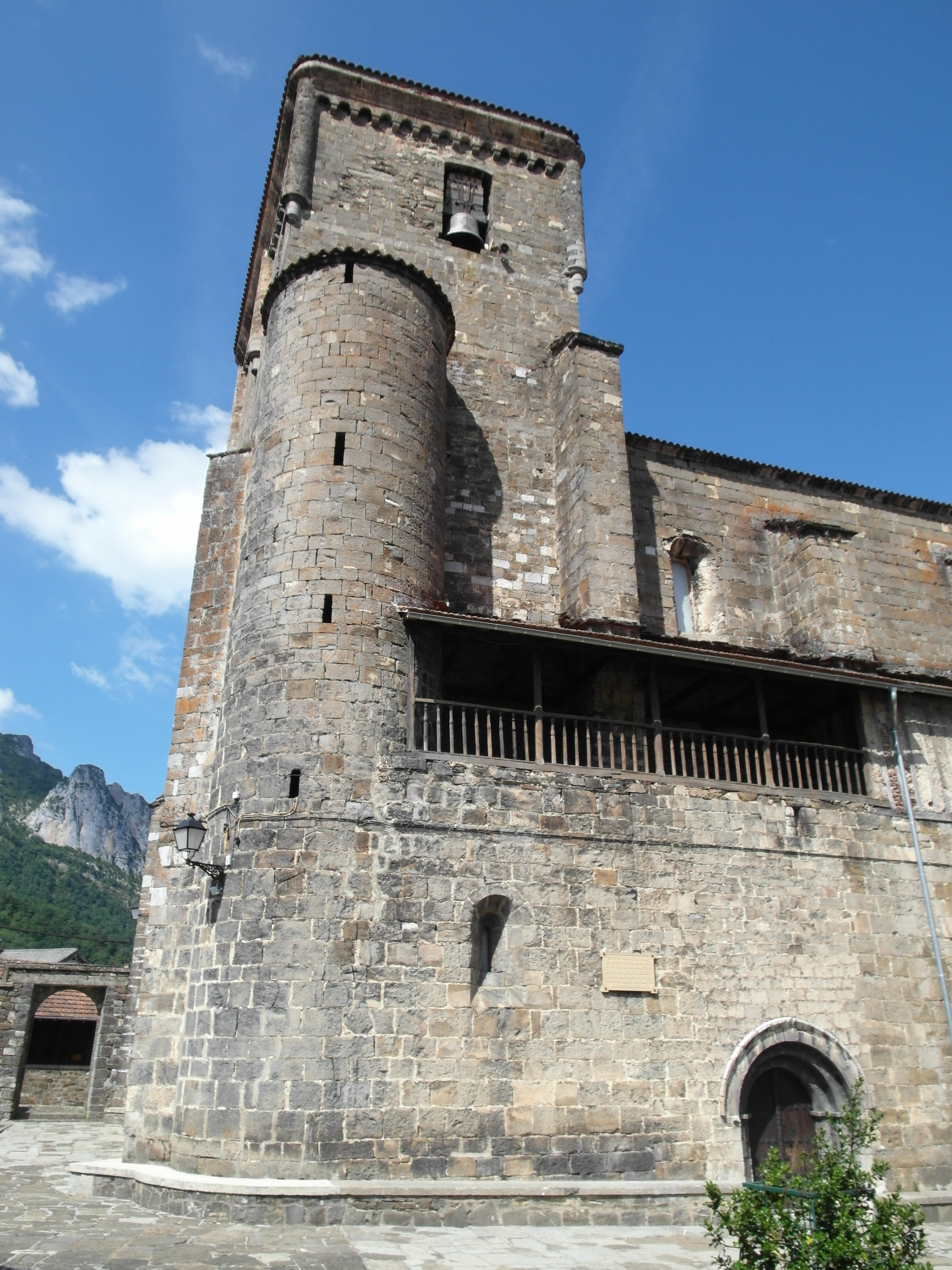
Zyprianuskirche
- Marienbasilika
- Marienkapelle
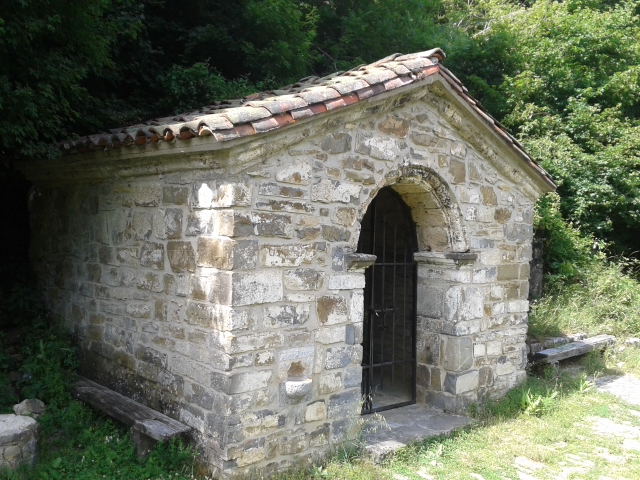
Belenkapelle
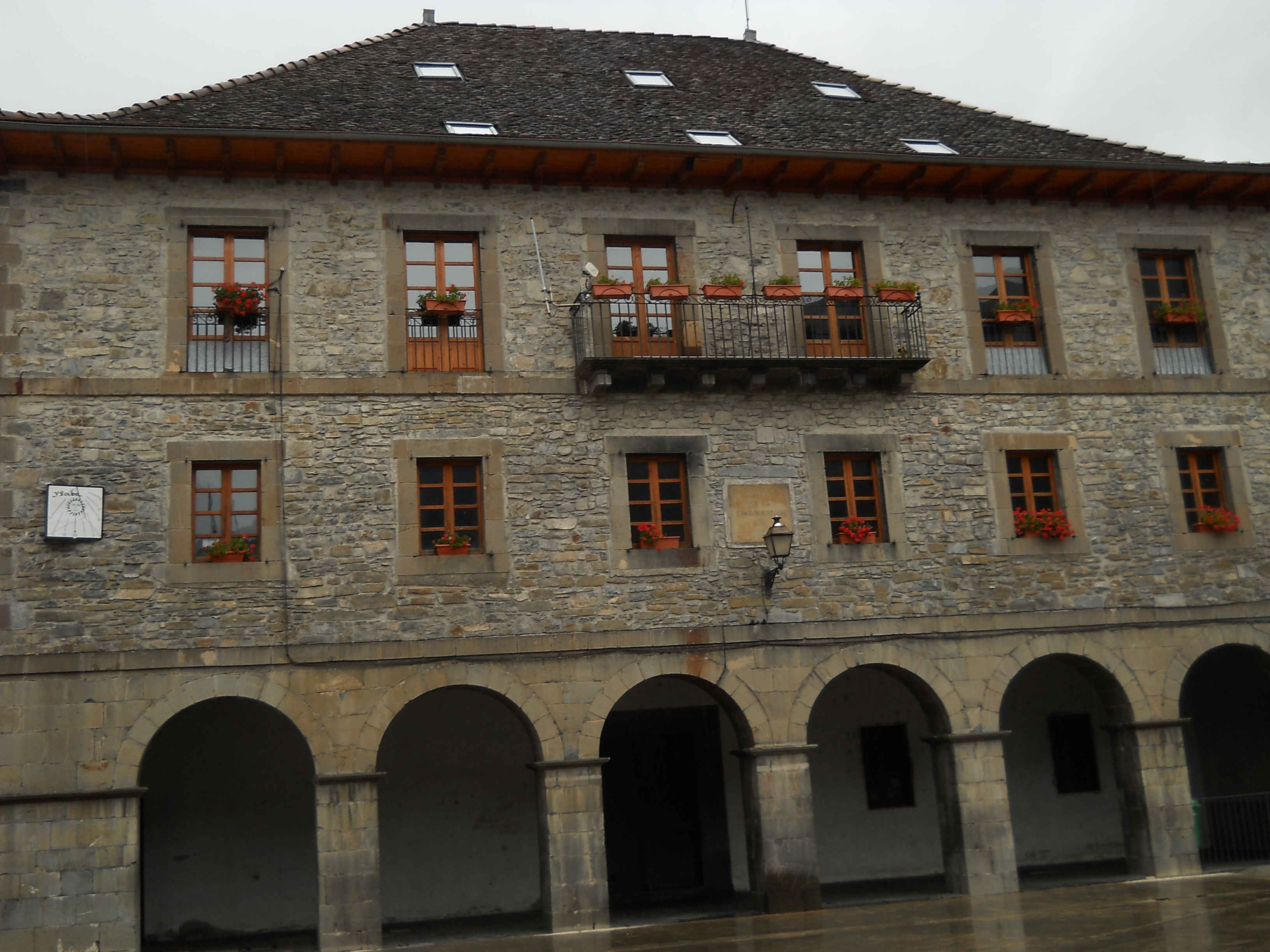
Rathaus
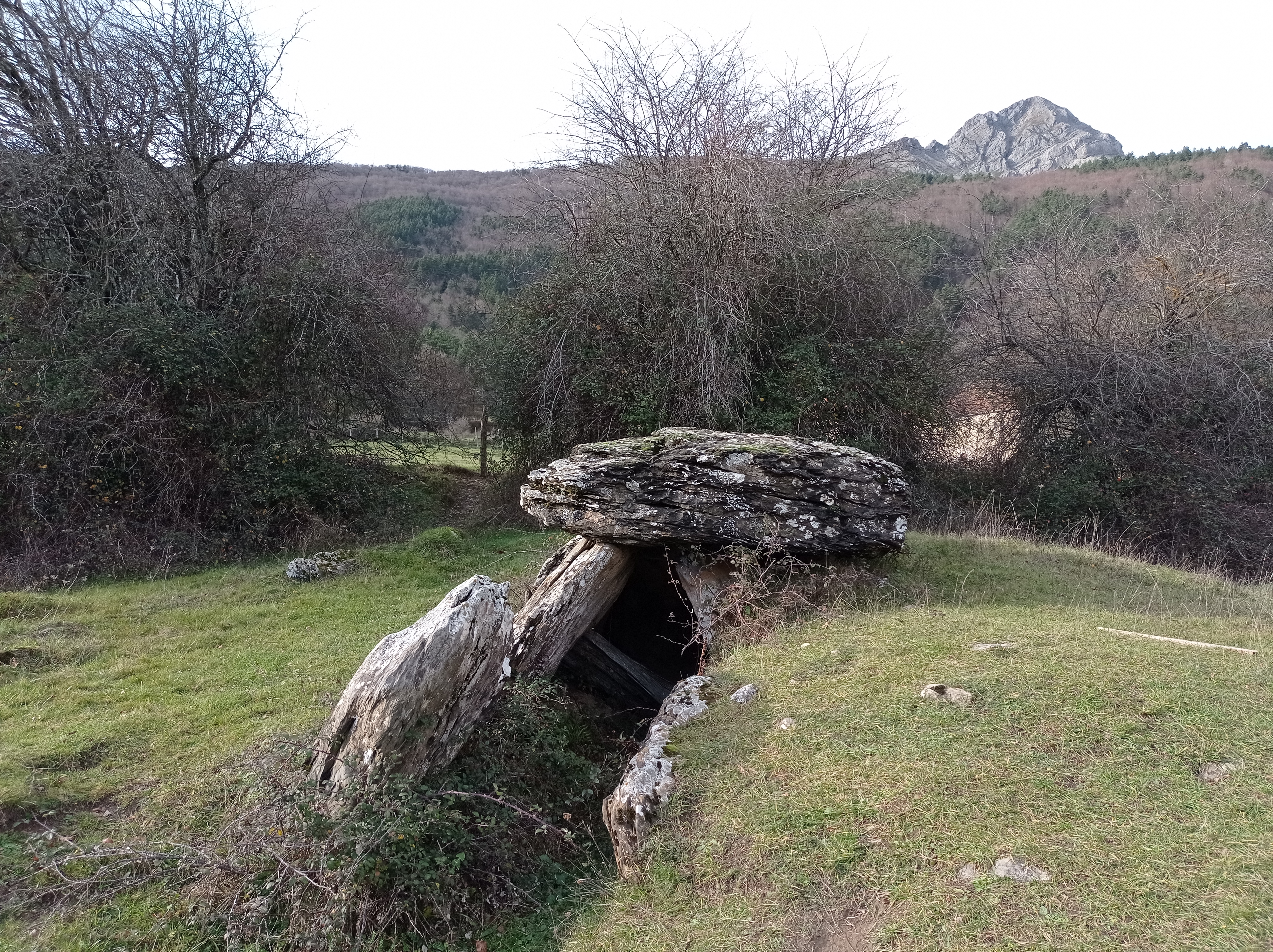
Dolmen Arrako

- Zyprianuskirche
- Belenkapelle
- Rathaus
- Dolmen Arrako

## Persönlichkeiten
- Cipriano Barace (1641–1702), Jesuit und Märtyrer
- Bernardo Estornés Lasa (1907–1999), baskischer Dichter
- Josefa Molera (1921–2011), Chemikerin
- Pedro Miguel Etxenike (* 1950), Festkörperphysiker
- Francisco Avizanda (* 1955), Regisseur

## Partnerschaft
Mit der französischen Gemeinde Arette im Département Pyrénées-Atlantiques (Neuaquitanien) auf der anderen Seite der Grenze besteht eine Partnerschaft.